# Esbarres
 Esbarres  es una población y comuna francesa, en la región de Borgoña, departamento de Côte-d'Or, en el distrito de Beaune y cantón de Saint-Jean-de-Losne.

## Demografía
| 673 | 653 | 621 | 633 | 646 | 621 |
| Para los censos de 1962 a 1999 la población legal corresponde a la población sin duplicidades (Fuente: INSEE [Consultar]) |     |     |     |     |     |